# Delta Kappa Epsilon
Delta Kappa Epsilon (gr. ΔΚΕ; también pronunciado D K E o "Deke") es la fraternidad universitaria masculina más antigua originaria de Nueva Inglaterra.
ΔΚΕ fue fundada en la Universidad de Yale (22 de junio de 1844) por 15 estudiantes masculinos de la clase de segundo año quienes, después de oír que algunos de ellos pero no todos habían sido invitados a participar en las dos sociedades existentes (Alpha Delta Phi y Psi Upsilon), en su lugar decidieron formar su propia fraternidad. Establecieron una beca "donde el candidato favorito fuese aquel en el que se combinaran en proporciones semejantes el caballero, el erudito y el buen compañero alegre."
La hermandad dispone de 64 sucursales repartidas por las universidades de país, y ha iniciado a más de 85.000 miembros

## Alumnos ilustres
Presidentes de los EE. UU.
- 19.º Presidente, Rutherford B. Hayes.
- 26.º Presidente, Theodore Roosevelt.
- 32.º Presidente, Franklin D. Roosevelt.
- 38.º Presidente, Gerald R. Ford.
- 41.er Presidente, George H. W. Bush.
- 43.er Presidente, George W. Bush.